# Harry Luther
 (juillet 2023).
Si vous disposez d'ouvrages ou d'articles de référence ou si vous connaissez des sites web de qualité traitant du thème abordé ici, merci de compléter l'article en donnant les références utiles à sa vérifiabilité et en les liant à la section « Notes et références ».
Harry E. Luther, né en 1952 et mort le 17 octobre 2012, est un botaniste américain qui s'est spécialisé dans les Bromeliaceae et a effectué de nombreuses expéditions botaniques en Floride, au Mexique, au Panama, en Bolivie, Colombie, Équateur, au Pérou et au Brésil.

## Publications
- (en) An alphabetical list of Bromeliad binomials, éd. Bromeliad Society International, 116 pages, 2000
- (en) Harry V. Luther et David H. Benzing, Native Bromeliads of Florida, éd. Pineapple Pr Inc, 126 pages, 2009,  (ISBN 1-56164-448-X)